# موصاصیر

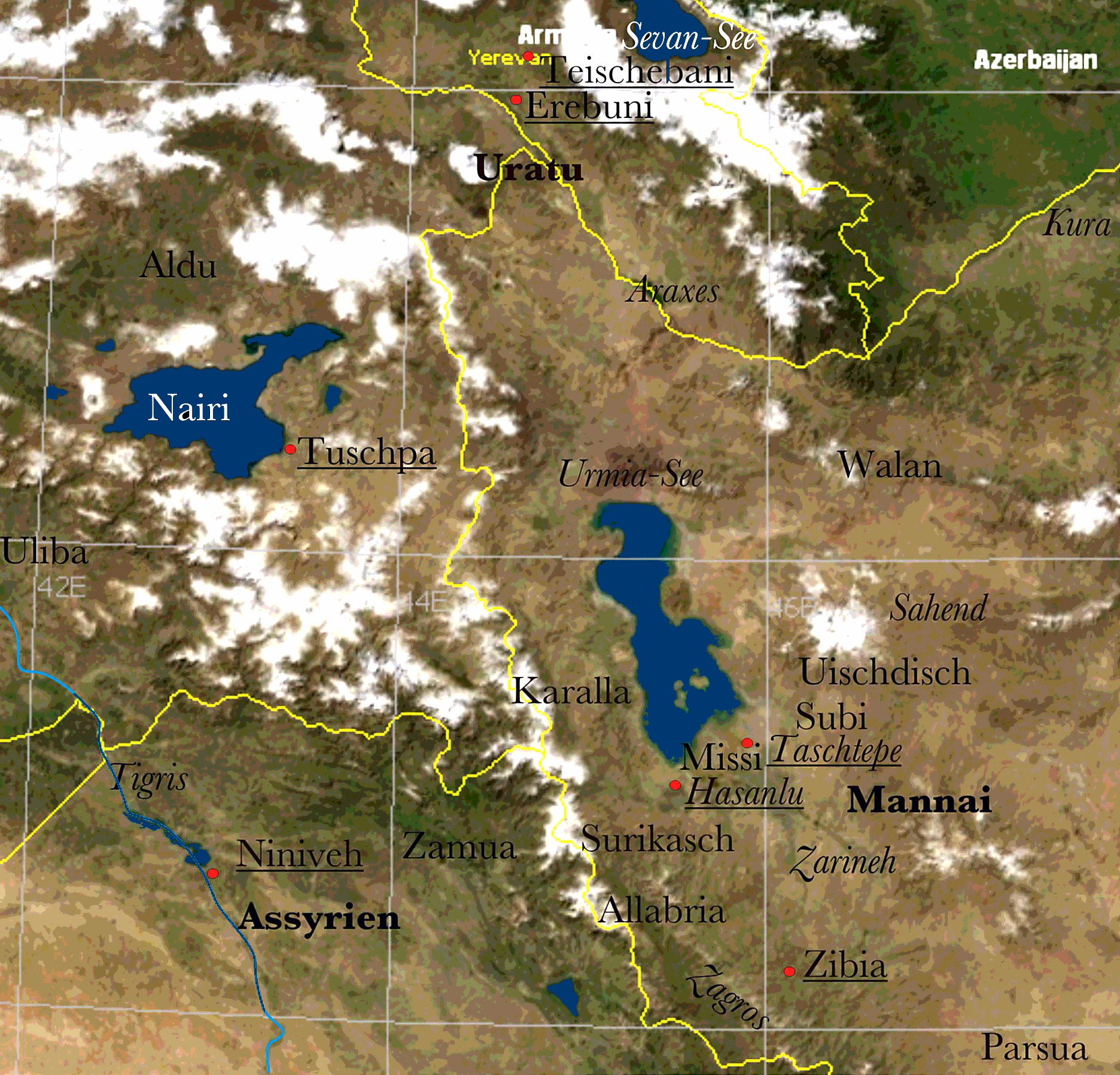
نواحی مشترک آشور، ماننا، اورارتو

موصاصیر (Musasir) یکی از شهرهای مهم آشوری هزارهٔ یکم پیش از میلاد است. این شهردژ که دارای یکی از معابد کهن بود، همیشه مورد منازعهٔ دولت آشور، اورارتو و ماننا قرار داشت. ظاهراً شلمنسر چهارم جانشین ادد-نیراری سوم پادشاه آشور از سال‌های - ۷۸۱ تا ۷۷۸ پ.م. - در جنگی بی‌سرانجام با اورارتو توفیقی حاصل نکرد. در آن زمان اورارتو برای آشور خطر جدّی بشمار می‌رفت. حتی در پایان قرن نُهم پیش از میلاد اورارتوییان «موصاصیر» را در بخش علیای زاب بزرگ اشغال کردند و مستقیماً خاک آشور را مورد تهدید قرار دادند.

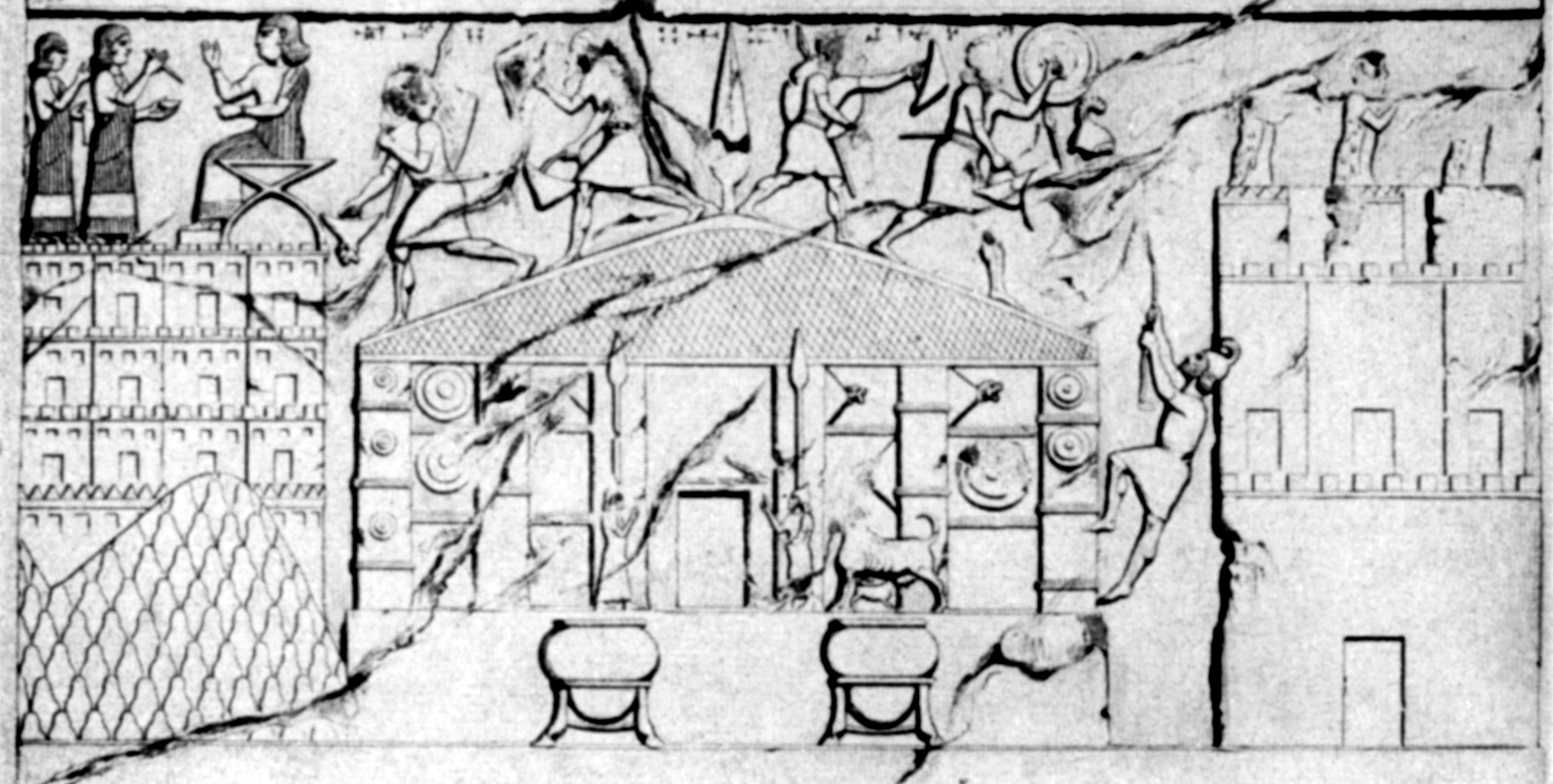
آثار تمدن موساسیر

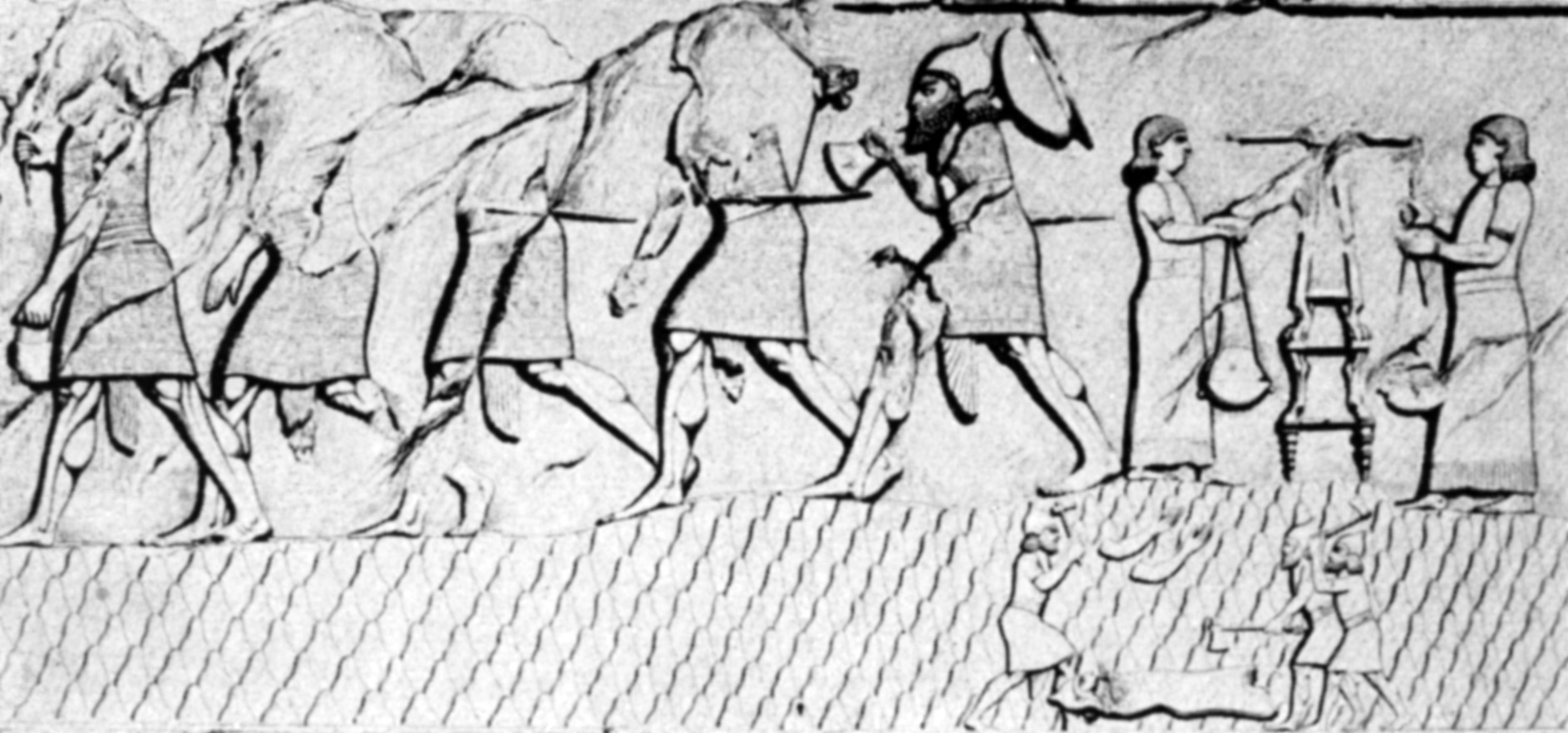
آثار تمدن موصاصیر

## موصاصیر در زمان اسرحدون
تاریخ زمان اسرحدون در آشور آنچنان‌که باید و شاید روشن نیست؛ زیرا سال‌نامه‌هایی از وی در دست نمی‌باشد و فقط نوشته‌هایی باقی‌مانده که جریان لشکرکشی‌های را به‌طور کلی از دیدگاه جغرافیایی شرح داده‌است. مع‌هذا روشن است که وقایع اسرحدون می‌بایست پیش از سال - ۶۷۳ پ.م. - وقوع یافته باشد.
اسرحدون در امور جنگ که شدیداً هم گرفتار آن بود از هاتفان مشاوره می‌خواست. در تاریخ - ۶۷۴ پ.م. - پرسشی از هاتف به عمل آمده مشعر است که آیا در ظرف ماه «سیمان» اسکیت‌های اشکودا که در سرزمین ماننا زندگی می‌کنند از گردنهٔ خوبوشکیه گذشته به دهکده‌های حرّان و آنیس آمده غارت خواهند کرد یا نه. آیا غنیمت فراوان بدست خواهند آورد و از مرزهای آشور اسیران بسیار خواهند گرفت؟.
پرسشی دیگری به عمل آمده که آیا پیکی آشوری به خوبوشکیه بفرستد یا نه. ضمناً شاه آشور بیم داشت که ماننائیان یا سکاهای اشکودا به پیک مزبور حمله کنند. از اینجا معلوم می‌شود که ماننا در آن زمان با خوبوشکیه هم‌مرز بوده و این مستلزم آن بود که ماننائیان ساحل غربی دریاچه ارومیه و حتی بخش علیای زاب بزرگ را در موصاصیر در دست داشته باشند.